# Palinomorfo

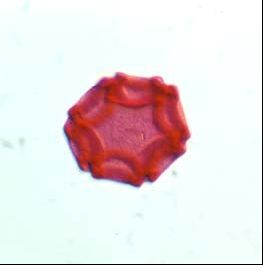
Espora fóssil de Alnus.

Palinomorfo (do grego Παλύνω disperso e Μορφή forma) é um termo utilizado em ciência para referir as partículas de dimensões compreendidas entre 5 e 500 μm, que se encontram em sedimentos e estão compostas de matéria orgânica como a Quitina (ou Pseudoquitina) e a Esporopolenina. Portanto, distinguem-se de outros organismos fósseis com carapaça mineralizada, como as diatomáceas ou os foraminíferos. A ciência que os estuda é a Palinologia.

## Classificação
Podem ser classificados em:
- Palinomorfos de origem continental. Incluiriam os Pólenes, esporas, restos de algas d'água doce...
- Palinomorfos de origem marinha. Acritarcas, Dinoflagellata...
- Elementos ou fragmentos de organismos maiores. Fragmentos de artrópodes, pedaços de cutícula...

## Utilidade
Os palinomorfos são úteis em Paleontologia para realizar estudos de Paleoclimatologia e Paleogeografia.